# Harvey Bialy
Harvey Bialy es un biólogo molecular oriundo de los Estados Unidos y un negacionista del VIH/sida.
Es uno de los firmantes iniciales de la carta que estableció el Grupo para la revaluación científica de la hipótesis VIH/SIDA (Group for the Scientific Reappraisal of the HIV/AIDS Hypothesis), fue editor del primer Rethinking AIDS..

## Biografía
Bialy se graduó en el Bard College en 1966, y obtuvo su doctorado en Biología molecular en 1970 en la Universidad de California, Berkeley. Es el editor científico de Nature Biotechnology (parte del grupo "Nature" de publicaciones científicas), y fue editor de su contenido entre 1983 y 1996. 
Bialy fue autor de Oncogenes, Aneuploidy, and AIDS, (ISBN 1-55643-531-2) un libro sobre la vida científica de su compañero biólogo molecular y también disidente del SIDA Peter Duesberg, poniendo especial énfasis en la teoría de Duesber sobre el cáncer, y en las influencias políticas en la ciencia moderna.
Bialy co-recibió (junto al Profesor Stanley Falkow, de Stanford) fondos del Charles Merill Trust para estudiar patógenos resistentes a antibióticos en Nigeria en 1978. También recibió de la Organización Mundial de la Salud para estudiar la epidemiología de los patógenos entéricos antibiótico-resistentes en Nigeria en 1982. Trabajó como investigador visitante en varias universidades de los Estados Unidos y África en los años 1980 y 1990. Fue consejero del centro para la Biotecnología e Ingeniería Genética en La Habana, Cuba, entre 1986 y 1996.
Bialy ha sido miembro del grupo asesor sobre el SIDA al presidente sudafricano Thabo Mbeki, desde abril del 2000 hasta el presente.
Bialy es investigador residente del Instituto de Biotecnología (IBT) de la UNAM (Universidad Autónoma Nacional de México) en Cuernavaca desde 1996. Allí es director de la Biblioteca Virtual en Biotecnología para las Américas. Archivado el 14 de junio de 2006 en Wayback Machine. La Biblioteca Virtual recibe el 100% de los beneficios generados por el libro escrito por Bialy (ver más abajo), del cual existe también traducción al castellano (ISBN 970-32-2599-3).